# Цуканов, Виктор Михайлович
Ви́ктор Миха́йлович Цука́нов (укр. Віктор Михайлович Цуканов; род. 4 февраля 2006, Кировоград) — украинский футболист, полузащитник донецкого «Шахтёра».

## Биография
Уроженец Кировограда. Начал заниматься футболом в местной школе «Лидер». Позже перешёл в академию кировоградской «Звезды», где тренировался под руководством Вадима Даренко. В 2019 году был принят в молодёжную академию донецкого «Шахтёра».
Дебютировал за первую команду «Шахтёра» 3 марта 2024 года в матче против криворожского «Кривбасса».

## Достижения
«Шахтёр» (Донецк)
- Чемпион Украины: 2023/24
- Бронзовый призёр чемпионата Украины: 2024/25
- Обладатель Кубка Украины (2): 2023/24[5], 2024/25